# Bộ trưởng Ngoại giao Hoa Kỳ
Bộ trưởng Ngoại giao Hoa Kỳ (tiếng Anh: United States Secretary of State) hay Ngoại trưởng Mỹ là người lãnh đạo Bộ Ngoại giao Hoa Kỳ, quản lý về vấn đề đối ngoại. Bộ trưởng là thành viên nội các của chính phủ Hoa Kỳ và là bộ trưởng nội các cao cấp nhất cả về mặt thứ tự kế vị Tổng thống Hoa Kỳ và thứ tự địa vị. Bộ trưởng Ngoại giao Hoa Kỳ hiện tại là Marco Rubio.

## Tên gọi
Đại sứ quán Hoa Kỳ tại Việt Nam sử dụng cách gọi chính thức là "Ngoại trưởng Hoa Kỳ".

## Chức năng
Chức vụ này phát triển từ chức Bộ trưởng Ngoại vụ Hoa Kỳ (United States Secretary of Foreign Affairs) chỉ tồn tại ngắn hạn; phần lớn các chức năng của United States Secretary of State (dịch sát nghĩa là "Thư ký Nhà nước hoặc Quốc vụ khanh", trong tiếng Việt có lúc dịch là Bộ trưởng Ngoại giao Hoa Kỳ; có thể tạm dịch rõ nghĩa hơn từ tiếng Anh là Thư ký Nhà nước Hoa Kỳ (khác với nhiều quốc gia khác người đứng đầu Bộ được gọi là Bộ trưởng (minister), ở Hoa Kỳ người đứng đầu một Bộ được gọi là Thư ký (secretary) của Bộ đó) vì chức vụ này cũng gánh một số trọng trách có liên quan đến quốc nội trong đó có việc tiếp nhận thư từ chức của tổng thống Hoa Kỳ) vẫn đặt trọng tâm quanh các vấn đề đối ngoại. Bộ trưởng nói chung là nhà ngoại giao chính của Hoa Kỳ, và là cố vấn của Tổng thống trên các vấn đề có liên quan đến đối ngoại.
Những trách nhiệm đặc biệt của bộ trưởng ngoại giao bao gồm:
- Trông coi Sở Ngoại vụ Hoa Kỳ và Bộ Ngoại giao Hoa Kỳ.
- Cố vấn tổng thống về các vấn đề có liên quan đến chính sách ngoại giao của Hoa Kỳ trong đó có việc bổ nhiệm các đại diện ngoại giao của Hoa Kỳ tại các quốc gia khác, và nhận hay từ chối đại diện ngoại giao từ các quốc gia khác.
- Tham dự các cuộc thương thuyết cấp cao với các quốc gia khác, cả song phương hay với tư cách một thành viên trong một hội nghị quốc tế hay các tổ chức hoặc bổ nhiệm đại diện để làm những việc như thế. Việc này gồm có việc thương thuyết các hiệp ước quốc tế hay các thỏa ước khác.
- Cung cấp thông tin và dịch vụ cho các công dân Mỹ sống hay du lịch ngoại quốc, trong đó có việc cung cấp giấy ủy nhiệm trong hình thức hộ chiếu và thị thực.
- Giám sát chính sách di dân Hoa Kỳ ở ngoại quốc.
- Nối liên lạc các vấn đề có liên quan đến chính sách ngoại giao của Hoa Kỳ đến Quốc hội Hoa Kỳ và công dân Hoa Kỳ.

Các nhiệm vụ ban đầu của bộ trưởng gồm có một số trách nhiệm về đối nội như:
- Tiếp nhận, công bố, phân phát và bảo tồn các luật lệ của Hoa Kỳ.
- Chuẩn bị, đóng dấu và ghi lại tất cả các ủy nhiệm và bổ nhiệm nhân sự của tổng thống.
- Chuẩn bị và chứng thực các văn bản hồ sơ lưu, chứng thực các văn bản có con dấu của bộ.
- Giữ Đại ấn Hoa Kỳ.
- Giữ các văn bản hồ sơ của các cựu bộ trưởng Quốc hội Lục địa, trừ Bộ trưởng Ngân khố và Bộ trưởng Chiến tranh.

Đa số các chức năng quốc nội của Bộ Ngoại giao nay đã được thuyên chuyển sang cho các cơ quan khác. Những chức năng còn lại gồm có việc cất giữ và sử dụng Đại ấn Hoa Kỳ, thực hiện các chức năng nghi lễ cho Tòa Bạch Ốc và thảo ra những tuyên bố nào đó. Bộ trưởng cũng thương lượng với các cá thể tiểu bang về việc dẫn độ các đào phạm trốn ra ngoại quốc.

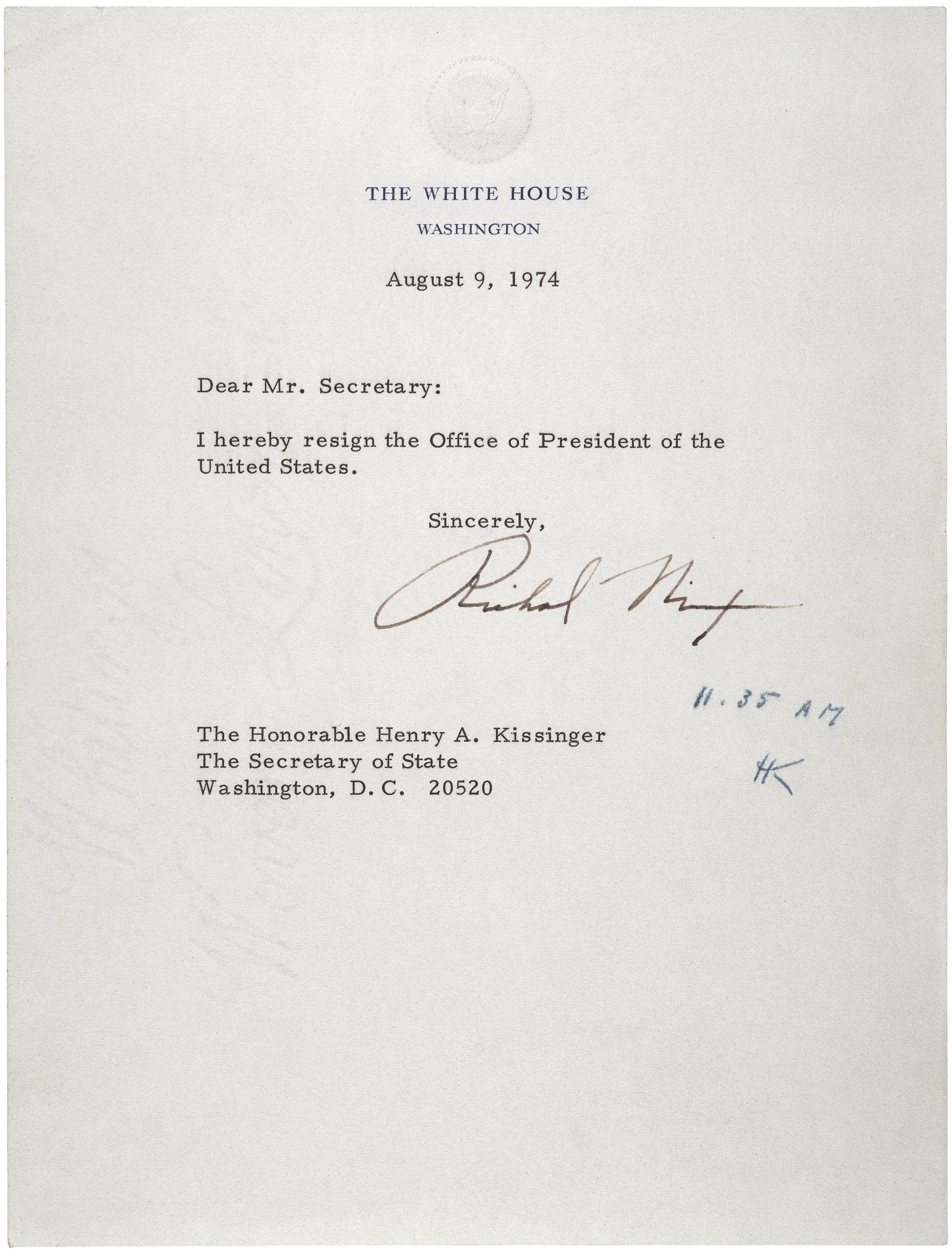
Thư từ chức của Tổng thống Richard Nixon gửi đến Ngoại trưởng Henry Kissinger.

Với tư cách là thành viên cao cấp nhất của nội các Hoa Kỳ, bộ trưởng ngoại giao đứng thứ tư trong thứ tự kế vị Tổng thống Hoa Kỳ, sau Phó tổng thống Hoa Kỳ, Chủ tịch Hạ viện Hoa Kỳ, và Chủ tịch Thượng viện tạm quyền Hoa Kỳ. Có đến 6 bộ trưởng ngoại giao đã từng được bầu làm Tổng thống Hoa Kỳ.
Với tư cách là người lãnh đạo Sở Ngoại vụ Hoa Kỳ, bộ trưởng ngoại giao có trách nhiệm điều hành công việc ngoại giao của Hoa Kỳ. Sở ngoại vụ có khoảng 12.000 nhân viên trong và ngoài nước và hỗ trợ cho 265 sứ bộ ngoại giao khắp thế giới.
Luật liên bang (3 U.S.C. § 20) có nói rằng việc từ chức của một tổng thống hay phó tổng thống phải được hoàn tất bằng văn bản và gửi đến văn phòng của Bộ trưởng Ngoại giao. Điều này đã xảy ra một lần khi Tổng thống Richard Nixon từ chức ngày 9 tháng 8 năm 1974. Tổng thống Nixon đã gửi thư từ chức đến Bộ trưởng Ngoại giao Henry Kissinger.
Khi chức vụ này bỏ trống thì các trách nhiệm sẽ được một thành viên khác của nội các thực thi hay trong những lần gần đây hơn, được một viên chức cao cấp của bộ ngoại giao đảm nhiệm cho đến khi tổng thống bổ nhiệm và thượng viện chấp thuận một tân bộ trưởng.

## Danh sách Bộ trưởng Ngoại vụ (1781–1789)
| Th.t. | Chân dung | Tên                  | Tiểu bang | Tựu nhiệm            | Hết nhiệm           |
| ----- | --------- | -------------------- | --------- | -------------------- | ------------------- |
| 1     |           | Robert R. Livingston | New York  | 20 tháng 10 năm 1781 | 4 tháng 6 năm 1783  |
| 2     |           | John Jay             | New York  | 21 tháng 12 năm 1784 | 4 tháng 3 năm 1789  |
| —     |           | John Jay Acting      | New York  | 27 tháng 7 năm 1789  | 15 tháng 9 năm 1789 |

## Danh sách Bộ trưởng Ngoại giao

### Thế kỷ 18 và 19
| Thứ tự | Bộ trưởng                     | Bộ trưởng                              | Đảng                | Đảng              | Vote  | Nhiệm kỳ               | Nhiệm kỳ             | Nhiệm kỳ        | Tiểu bang            | Tổng thống | Tổng thống                      |
| Thứ tự | Chân dung                     | Tên                                    | Đảng                | Đảng              | Vote  | Tựu nhiệm              | Hết nhiệm            | Thời gian       | Tiểu bang            | Tổng thống | Tổng thống                      |
| ------ | ----------------------------- | -------------------------------------- | ------------------- | ----------------- | ----- | ---------------------- | -------------------- | --------------- | -------------------- | ---------- | ------------------------------- |
| –      |                               | John Jay (1745–1829)                   |                     | Liên bang         | –     | 15 tháng 9 năm 1789    | 22 tháng 3 năm 1790  | 188 ngày        | New York             |            | George Washington (1789–1797)   |
| 1      |                               | Thomas Jefferson (1743–1826)           |                     | Dân chủ- Cộng hòa | –     | 22 tháng 3 năm 1790    | 31 tháng 12 năm 1793 | 3 năm, 284 ngày | Virginia             |            | George Washington (1789–1797)   |
| 2      |                               | Edmund Randolph (1753–1813)            |                     | Liên bang         | –     | 2 tháng 1 năm 1794     | 20 tháng 8 năm 1795  | 1 năm, 232 ngày | Virginia             |            | George Washington (1789–1797)   |
| 3      |                               | Timothy Pickering (1745–1829)          |                     | Liên bang         | –     | 20 tháng 8 năm 1795    | 10 tháng 12 năm 1795 | 4 năm, 265 ngày | Pennsylvania         |            | George Washington (1789–1797)   |
| 3      | 10 tháng 12 năm 1795          | Timothy Pickering (1745–1829)          | 12 tháng 5 năm 1800 | Liên bang         | –     |                        |                      | 4 năm, 265 ngày | Pennsylvania         |            | George Washington (1789–1797)   |
| 3      | 10 tháng 12 năm 1795          | Timothy Pickering (1745–1829)          | 12 tháng 5 năm 1800 | Liên bang         | –     | John Adams (1797–1801) |                      | 4 năm, 265 ngày | Pennsylvania         |            |                                 |
| –      |                               | Charles Lee (1758–1815)                |                     | Liên bang         | –     | 13 tháng 5 năm 1800    | 5 tháng 6 năm 1800   | 23 ngày         | Virginia             |            |                                 |
| 4      |                               | John Marshall (1755–1835)              |                     | Liên bang         | –     | 13 tháng 6 năm 1800    | 4 tháng 2 năm 1801   | 264 ngày        | Virginia             |            |                                 |
| 4      | 4 tháng 2 năm 1801            | John Marshall (1755–1835)              | 4 tháng 3 năm 1801  | Liên bang         | –     |                        |                      | 264 ngày        | Virginia             |            |                                 |
| –      |                               | Levi Lincoln Sr. (1749–1820)           |                     | Dân chủ- Cộng hòa | –     | 5 tháng 3 năm 1801     | 1 tháng 5 năm 1801   | 57 ngày         | Massachusetts        |            | Thomas Jefferson (1801–1809)    |
| 5      |                               | James Madison (1751–1836)              |                     | Dân chủ- Cộng hòa | –     | 2 tháng 5 năm 1801     | 3 tháng 3 năm 1809   | 7 năm, 305 ngày | Virginia             |            | Thomas Jefferson (1801–1809)    |
| 6      |                               | Robert Smith (1757–1842)               |                     | Dân chủ- Cộng hòa | –     | 6 tháng 3 năm 1809     | 1 tháng 4 năm 1811   | 2 năm, 26 ngày  | Maryland             |            | James Madison (1809–1817)       |
| 7      |                               | James Monroe (1758–1831)               |                     | Dân chủ- Cộng hòa | 30–0  | 2 tháng 4 năm 1811     | 30 tháng 9 năm 1814  | 5 năm, 335 ngày | Virginia             |            | James Madison (1809–1817)       |
| 7      | 1 tháng 10 năm 1814           | James Monroe (1758–1831)               | 28 tháng 2 năm 1815 | Dân chủ- Cộng hòa | 30–0  |                        |                      | 5 năm, 335 ngày | Virginia             |            | James Madison (1809–1817)       |
| 7      | 28 tháng 2 năm 1815           | James Monroe (1758–1831)               | 3 tháng 3 năm 1817  | Dân chủ- Cộng hòa | 30–0  |                        |                      | 5 năm, 335 ngày | Virginia             |            | James Madison (1809–1817)       |
| –      |                               | John Graham (1774–1820)                |                     | Dân chủ- Cộng hòa | –     | 4 tháng 3 năm 1817     | 9 tháng 3 năm 1817   | 5 ngày          | Kentucky             |            | James Monroe (1817–1825)        |
| –      |                               | Richard Rush (1780–1859)               |                     | Liên bang         | –     | 10 tháng 3 năm 1817    | 22 tháng 9 năm 1817  | 196 ngày        | Pennsylvania         |            | James Monroe (1817–1825)        |
| 8      |                               | John Quincy Adams (1767–1848)          |                     | Dân chủ- Cộng hòa | 29–1  | 22 tháng 9 năm 1817    | 3 tháng 3 năm 1825   | 7 năm, 162 ngày | Massachusetts        |            | James Monroe (1817–1825)        |
| –      |                               | Daniel Brent (1770–1841)               |                     | Dân chủ- Cộng hòa | –     | 4 tháng 3 năm 1825     | 7 tháng 3 năm 1825   | 3 ngày          | Virginia             |            | John Quincy Adams (1825–1829)   |
| 9      |                               | Henry Clay (1777–1852)                 |                     | Dân chủ- Cộng hòa | 27–14 | 7 tháng 3 năm 1825     | 3 tháng 3 năm 1829   | 3 năm, 361 ngày | Kentucky             |            | John Quincy Adams (1825–1829)   |
| 9      | Cộng hòa Quốc gia             | Henry Clay (1777–1852)                 |                     |                   | 27–14 | 7 tháng 3 năm 1825     | 3 tháng 3 năm 1829   | 3 năm, 361 ngày | Kentucky             |            | John Quincy Adams (1825–1829)   |
| –      |                               | James Alexander Hamilton (1788–1878)   |                     | Dân chủ           | –     | 4 tháng 3 năm 1829     | 27 tháng 3 năm 1829  | 23 ngày         | New York             |            | Andrew Jackson (1829–1837)      |
| 10     |                               | Martin Van Buren (1782–1862)           |                     | Dân chủ           | 25–7  | 28 tháng 3 năm 1829    | 23 tháng 5 năm 1831  | 2 năm, 56 ngày  | New York             |            | Andrew Jackson (1829–1837)      |
| 11     |                               | Edward Livingston (1764–1836)          |                     | Dân chủ           | –     | 24 tháng 5 năm 1831    | 29 tháng 5 năm 1833  | 2 năm, 5 ngày   | Louisiana            |            | Andrew Jackson (1829–1837)      |
| 12     |                               | Louis McLane (1786–1857)               |                     | Dân chủ           | [ f ] | 29 tháng 5 năm 1833    | 30 tháng 6 năm 1834  | 1 năm, 32 ngày  | Delaware             |            | Andrew Jackson (1829–1837)      |
| 13     |                               | John Forsyth (1780–1841)               |                     | Dân chủ           | –     | 1 tháng 7 năm 1834     | 3 tháng 3 năm 1841   | 6 năm, 245 ngày | Georgia              |            | Andrew Jackson (1829–1837)      |
| 13     | Martin Van Buren (1837–1841)  | John Forsyth (1780–1841)               |                     | Dân chủ           | –     | 1 tháng 7 năm 1834     | 3 tháng 3 năm 1841   | 6 năm, 245 ngày | Georgia              |            |                                 |
| –      |                               | Jacob L. Martin (?–1848)               |                     | –                 | –     | 4 tháng 3 năm 1841     | 5 tháng 3 năm 1841   | 1 ngày          | District of Columbia |            | William Henry Harrison (1841)   |
| 14     |                               | Daniel Webster (1782–1852)             |                     | Whig              | –     | 6 tháng 3 năm 1841     | 8 tháng 5 năm 1843   | 2 năm, 63 ngày  | Massachusetts        |            | William Henry Harrison (1841)   |
| 14     | John Tyler (1841–1845)        | Daniel Webster (1782–1852)             |                     | Whig              | –     | 6 tháng 3 năm 1841     | 8 tháng 5 năm 1843   | 2 năm, 63 ngày  | Massachusetts        |            |                                 |
| 14     |                               | Daniel Webster (1782–1852)             |                     | Whig              | –     | 6 tháng 3 năm 1841     | 8 tháng 5 năm 1843   | 2 năm, 63 ngày  | Massachusetts        |            |                                 |
| –      |                               | Hugh S. Legaré (1797–1843)             |                     | Dân chủ           | –     | 9 tháng 5 năm 1843     | 20 tháng 6 năm 1843  | 42 ngày         | South Carolina       |            |                                 |
| –      |                               | William S. Derrick (1802–1852)         |                     | –                 | –     | 21 tháng 6 năm 1843    | 23 tháng 6 năm 1843  | 2 ngày          | Pennsylvania         |            |                                 |
| 15     |                               | Abel P. Upshur (1791–1844)             |                     | Whig              | –     | 24 tháng 6 năm 1843    | 23 tháng 7 năm 1843  | 220 ngày        | Virginia             |            |                                 |
| 15     | 24 tháng 7 năm 1843           | Abel P. Upshur (1791–1844)             | 28 tháng 2 năm 1844 | Whig              | –     |                        |                      | 220 ngày        | Virginia             |            |                                 |
| –      |                               | John Nelson (1791–1860)                |                     | Whig              | –     | 29 tháng 2 năm 1844    | 31 tháng 3 năm 1844  | 31 ngày         | Maryland             |            |                                 |
| 16     |                               | John C. Calhoun (1782–1850)            |                     | Dân chủ           | –     | 1 tháng 4 năm 1844     | 10 tháng 3 năm 1845  | 343 ngày        | South Carolina       |            |                                 |
| 17     |                               | James Buchanan (1791–1868)             |                     | Dân chủ           | –     | 10 tháng 3 năm 1845    | 7 tháng 3 năm 1849   | 3 năm, 362 ngày | Pennsylvania         |            | James K. Polk (1845–1849)       |
| 18     |                               | John M. Clayton (1796–1856)            |                     | Whig              | –     | 8 tháng 3 năm 1849     | 22 tháng 7 năm 1850  | 1 năm, 136 ngày | Delaware             |            | Zachary Taylor (1849–1850)      |
| 18     | Millard Fillmore (1850–1853)  | John M. Clayton (1796–1856)            |                     | Whig              | –     | 8 tháng 3 năm 1849     | 22 tháng 7 năm 1850  | 1 năm, 136 ngày | Delaware             |            |                                 |
| 19     |                               | Daniel Webster (1782–1852)             |                     | Whig              | –     | 23 tháng 7 năm 1850    | 24 tháng 10 năm 1852 | 2 năm, 93 ngày  | Massachusetts        |            |                                 |
| –      |                               | Charles Magill Conrad (1804–1878)      |                     | Whig              | –     | 25 tháng 10 năm 1852   | 5 tháng 11 năm 1852  | 11 ngày         | Louisiana            |            |                                 |
| 20     |                               | Edward Everett (1794–1865)             |                     | Whig              | –     | 6 tháng 11 năm 1852    | 3 tháng 3 năm 1853   | 117 ngày        | Massachusetts        |            |                                 |
| –      |                               | William Hunter (1805–1886)             |                     | –                 | –     | 4 tháng 3 năm 1853     | 7 tháng 3 năm 1853   | 3 ngày          | Rhode Island         |            | Franklin Pierce (1853–1857)     |
| 21     |                               | William L. Marcy (1786–1857)           |                     | Dân chủ           | –     | 7 tháng 3 năm 1853     | 6 tháng 3 năm 1857   | 3 năm, 364 ngày | New York             |            | Franklin Pierce (1853–1857)     |
| 22     |                               | Lewis Cass (1782–1866)                 |                     | Dân chủ           | –     | 6 tháng 3 năm 1857     | 14 tháng 12 năm 1860 | 3 năm, 283 ngày | Michigan             |            | James Buchanan (1857–1861)      |
| –      |                               | William Hunter (1805–1886)             |                     | –                 | –     | 15 tháng 12 năm 1860   | 16 tháng 12 năm 1860 | 1 ngày          | Rhode Island         |            | James Buchanan (1857–1861)      |
| 23     |                               | Jeremiah S. Black (1810–1883)          |                     | Dân chủ           | –     | 17 tháng 12 năm 1860   | 5 tháng 3 năm 1861   | 78 ngày         | New York             |            | James Buchanan (1857–1861)      |
| 24     |                               | William H. Seward (1801–1872)          |                     | Cộng hòa          | –     | 5 tháng 3 năm 1861     | 4 tháng 3 năm 1869   | 7 năm, 364 ngày | New York             |            | Abraham Lincoln (1861–1865)     |
| 24     | Andrew Johnson (1865–1869)    | William H. Seward (1801–1872)          |                     | Cộng hòa          | –     | 5 tháng 3 năm 1861     | 4 tháng 3 năm 1869   | 7 năm, 364 ngày | New York             |            |                                 |
| 25     |                               | Elihu B. Washburne (1816–1887)         |                     | Cộng hòa          | –     | 5 tháng 3 năm 1869     | 16 tháng 3 năm 1869  | 11 ngày         | Illinois             |            | Ulysses S. Grant (1869–1877)    |
| 26     |                               | Hamilton Fish (1808–1893)              |                     | Cộng hòa          | –     | 17 tháng 3 năm 1869    | 12 tháng 3 năm 1877  | 7 năm, 360 ngày | New York             |            | Ulysses S. Grant (1869–1877)    |
| 27     |                               | William M. Evarts (1818–1901)          |                     | Cộng hòa          | 44–2  | 12 tháng 3 năm 1877    | 7 tháng 3 năm 1881   | 3 năm, 360 ngày | New York             |            | Rutherford B. Hayes (1877–1881) |
| 28     |                               | James G. Blaine (1830–1893)            |                     | Cộng hòa          | –     | 7 tháng 3 năm 1881     | 19 tháng 12 năm 1881 | 287 ngày        | Maine                |            | James A. Garfield (1881)        |
| 28     | Chester A. Arthur (1881–1885) | James G. Blaine (1830–1893)            |                     | Cộng hòa          | –     | 7 tháng 3 năm 1881     | 19 tháng 12 năm 1881 | 287 ngày        | Maine                |            |                                 |
| 29     |                               | Frederick T. Frelinghuysen (1817–1885) |                     | Cộng hòa          | –     | 19 tháng 12 năm 1881   | 6 tháng 3 năm 1885   | 3 năm, 77 ngày  | New Jersey           |            |                                 |
| 30     |                               | Thomas F. Bayard (1828–1898)           |                     | Dân chủ           | –     | 7 tháng 3 năm 1885     | 6 tháng 3 năm 1889   | 3 năm, 364 ngày | Delaware             |            | Grover Cleveland (1885–1889)    |
| 31     |                               | James G. Blaine (1830–1893)            |                     | Cộng hòa          | –     | 7 tháng 3 năm 1889     | 4 tháng 6 năm 1892   | 3 năm, 89 ngày  | Maine                |            | Benjamin Harrison (1889–1893)   |
| –      |                               | William F. Wharton (1847–1919)         |                     | Cộng hòa          | –     | 4 tháng 6 năm 1892     | 29 tháng 6 năm 1892  | 25 ngày         | Massachusetts        |            | Benjamin Harrison (1889–1893)   |
| 32     |                               | John W. Foster (1836–1917)             |                     | Cộng hòa          | –     | 29 tháng 6 năm 1892    | 23 tháng 2 năm 1893  | 239 ngày        | Indiana              |            | Benjamin Harrison (1889–1893)   |
| –      |                               | William F. Wharton (1847–1919)         |                     | Cộng hòa          | –     | 24 tháng 2 năm 1893    | 6 tháng 3 năm 1893   | 10 ngày         | Massachusetts        |            | Benjamin Harrison (1889–1893)   |
| –      | Grover Cleveland (1893–1897)  | William F. Wharton (1847–1919)         |                     | Cộng hòa          | –     | 24 tháng 2 năm 1893    | 6 tháng 3 năm 1893   | 10 ngày         | Massachusetts        |            |                                 |
| 33     |                               | Walter Q. Gresham (1832–1895)          |                     | Dân chủ           | –     | 7 tháng 3 năm 1893     | 28 tháng 5 năm 1895  | 2 năm, 82 ngày  | Illinois             |            |                                 |
| –      |                               | Edwin F. Uhl (1841–1901)               |                     | Dân chủ           | –     | 28 tháng 5 năm 1895    | 9 tháng 6 năm 1895   | 12 ngày         | Michigan             |            |                                 |
| 34     |                               | Richard Olney (1835–1917)              |                     | Dân chủ           | –     | 10 tháng 6 năm 1895    | 5 tháng 3 năm 1897   | 1 năm, 268 ngày | Massachusetts        |            |                                 |
| 35     |                               | John Sherman (1823–1900)               |                     | Cộng hòa          | –     | 6 tháng 3 năm 1897     | 27 tháng 4 năm 1898  | 1 năm, 52 ngày  | Ohio                 |            | William McKinley (1897–1901)    |
| 36     |                               | William R. Day (1849–1923)             |                     | Cộng hòa          | –     | 28 tháng 4 năm 1898    | 16 tháng 9 năm 1898  | 141 ngày        | Ohio                 |            | William McKinley (1897–1901)    |
| –      |                               | Alvey A. Adee (1842–1924)              |                     | Độc lập           | –     | 17 tháng 9 năm 1898    | 29 tháng 9 năm 1898  | 12 ngày         | New York             |            | William McKinley (1897–1901)    |

### Thế kỷ 20 và 21
| Th.t. | Bộ trưởng                      | Bộ trưởng                          | Đảng                | Đảng     | Vote             | Nhiệm kỳ            | Nhiệm kỳ             | Nhiệm kỳ         | Tiểu bang            | Tổng thống | Tổng thống                        |
| Th.t. | Chân dung                      | Tên                                | Đảng                | Đảng     | Vote             | Tựu nhiệm           | Hết nhiệm            | Thời gian        | Tiểu bang            | Tổng thống | Tổng thống                        |
| ----- | ------------------------------ | ---------------------------------- | ------------------- | -------- | ---------------- | ------------------- | -------------------- | ---------------- | -------------------- | ---------- | --------------------------------- |
| 37    |                                | John Hay (1838–1905)               |                     | Cộng hòa | –                | 30 tháng 9 năm 1898 | 1 tháng 7 năm 1905   | 6 năm, 274 ngày  | District of Columbia |            |                                   |
| 37    | Theodore Roosevelt (1901–1909) | John Hay (1838–1905)               |                     | Cộng hòa | –                | 30 tháng 9 năm 1898 | 1 tháng 7 năm 1905   | 6 năm, 274 ngày  | District of Columbia |            |                                   |
| –     |                                | Francis B. Loomis (1861–1948)      |                     | Cộng hòa | –                | 1 tháng 7 năm 1905  | 18 tháng 7 năm 1905  | 17 ngày          | Ohio                 |            |                                   |
| 38    |                                | Elihu Root (1845–1937)             |                     | Cộng hòa | –                | 19 tháng 7 năm 1905 | 27 tháng 1 năm 1909  | 3 năm, 192 ngày  | New York             |            |                                   |
| 39    |                                | Robert Bacon (1860–1919)           |                     | Cộng hòa | –                | 27 tháng 1 năm 1909 | 5 tháng 3 năm 1909   | 37 ngày          | New York             |            |                                   |
| 40    |                                | Philander C. Knox (1853–1921)      |                     | Cộng hòa | –                | 6 tháng 3 năm 1909  | 5 tháng 3 năm 1913   | 3 năm, 364 ngày  | Pennsylvania         |            | William Howard Taft (1909–1913)   |
| 41    |                                | William Jennings Bryan (1860–1925) |                     | Dân chủ  | –                | 5 tháng 3 năm 1913  | 9 tháng 6 năm 1915   | 2 năm, 96 ngày   | Nebraska             |            | Woodrow Wilson (1913–1921)        |
| 42    |                                | Robert Lansing (1864–1928)         |                     | Dân chủ  | –                | 9 tháng 6 năm 1915  | 24 tháng 6 năm 1915  | 4 năm, 249 ngày  | New York             |            | Woodrow Wilson (1913–1921)        |
| 42    | 24 tháng 6 năm 1915            | Robert Lansing (1864–1928)         | 13 tháng 2 năm 1920 | Dân chủ  | –                |                     |                      | 4 năm, 249 ngày  | New York             |            | Woodrow Wilson (1913–1921)        |
| –     |                                | Frank Polk (1871–1943)             |                     | Dân chủ  | –                | 14 tháng 2 năm 1920 | 14 tháng 3 năm 1920  | 29 ngày          | New York             |            | Woodrow Wilson (1913–1921)        |
| 43    |                                | Bainbridge Colby (1869–1950)       |                     | Dân chủ  | –                | 23 tháng 3 năm 1920 | 4 tháng 3 năm 1921   | 346 ngày         | New York             |            | Woodrow Wilson (1913–1921)        |
| 44    |                                | Charles Evans Hughes (1862–1948)   |                     | Cộng hòa | –                | 5 tháng 3 năm 1921  | 4 tháng 3 năm 1925   | 3 năm, 364 ngày  | New York             |            | Warren G. Harding (1921–1923)     |
| 44    | Calvin Coolidge (1923–1929)    | Charles Evans Hughes (1862–1948)   |                     | Cộng hòa | –                | 5 tháng 3 năm 1921  | 4 tháng 3 năm 1925   | 3 năm, 364 ngày  | New York             |            |                                   |
| 45    |                                | Frank B. Kellogg (1856–1937)       |                     | Cộng hòa | –                | 5 tháng 3 năm 1925  | 28 tháng 3 năm 1929  | 4 năm, 23 ngày   | Minnesota            |            |                                   |
| 45    | Herbert Hoover (1929–1933)     | Frank B. Kellogg (1856–1937)       |                     | Cộng hòa | –                | 5 tháng 3 năm 1925  | 28 tháng 3 năm 1929  | 4 năm, 23 ngày   | Minnesota            |            |                                   |
| 46    |                                | Henry L. Stimson (1867–1950)       |                     | Cộng hòa | –                | 28 tháng 3 năm 1929 | 4 tháng 3 năm 1933   | 3 năm, 341 ngày  | New York             |            |                                   |
| 47    |                                | Cordell Hull (1871–1955)           |                     | Dân chủ  | –                | 4 tháng 3 năm 1933  | 30 tháng 11 năm 1944 | 11 năm, 271 ngày | Tennessee            |            | Franklin D. Roosevelt (1933–1945) |
| 48    |                                | Edward Stettinius Jr. (1900–1949)  |                     | Dân chủ  | 68–1             | 1 tháng 12 năm 1944 | 27 tháng 6 năm 1945  | 208 ngày         | Virginia             |            | Franklin D. Roosevelt (1933–1945) |
| 48    | Harry S. Truman (1945–1953)    | Edward Stettinius Jr. (1900–1949)  |                     | Dân chủ  | 68–1             | 1 tháng 12 năm 1944 | 27 tháng 6 năm 1945  | 208 ngày         | Virginia             |            |                                   |
| –     |                                | Joseph Grew (1880–1965)            |                     | Độc lập  | –                | 28 tháng 6 năm 1945 | 3 tháng 7 năm 1945   | 5 ngày           | New Hampshire        |            |                                   |
| 49    |                                | James F. Byrnes (1882–1972)        |                     | Dân chủ  | –                | 3 tháng 7 năm 1945  | 21 tháng 1 năm 1947  | 1 năm, 202 ngày  | South Carolina       |            |                                   |
| 50    |                                | George C. Marshall (1880–1959)     |                     | Độc lập  | –                | 21 tháng 1 năm 1947 | 20 tháng 1 năm 1949  | 1 năm, 365 ngày  | Pennsylvania         |            |                                   |
| 51    |                                | Dean Acheson (1893–1971)           |                     | Dân chủ  | 83–6             | 21 tháng 1 năm 1949 | 20 tháng 1 năm 1953  | 3 năm, 365 ngày  | Maryland             |            |                                   |
| –     |                                | H. Freeman Matthews (1899–1986)    |                     | Độc lập  | –                | 20 tháng 1 năm 1953 | 21 tháng 1 năm 1953  | 1 ngày           | Maryland             |            | Dwight D. Eisenhower (1953–1961)  |
| 52    |                                | John Foster Dulles (1888–1959)     |                     | Cộng hòa | –                | 21 tháng 1 năm 1953 | 22 tháng 4 năm 1959  | 6 năm, 91 ngày   | New York             |            | Dwight D. Eisenhower (1953–1961)  |
| 53    |                                | Christian Herter (1895–1966)       |                     | Cộng hòa | 93–0             | 22 tháng 4 năm 1959 | 20 tháng 1 năm 1961  | 1 năm, 273 ngày  | Massachusetts        |            | Dwight D. Eisenhower (1953–1961)  |
| –     |                                | Livingston T. Merchant (1903–1976) |                     | Độc lập  | –                | 20 tháng 1 năm 1961 | 21 tháng 1 năm 1961  | 1 ngày           | District of Columbia |            | John F. Kennedy (1961–1963)       |
| 54    |                                | Dean Rusk (1909–1994)              |                     | Dân chủ  | –                | 21 tháng 1 năm 1961 | 20 tháng 1 năm 1969  | 7 năm, 365 ngày  | New York             |            | John F. Kennedy (1961–1963)       |
| 54    | Lyndon B. Johnson (1963–1969)  | Dean Rusk (1909–1994)              |                     | Dân chủ  | –                | 21 tháng 1 năm 1961 | 20 tháng 1 năm 1969  | 7 năm, 365 ngày  | New York             |            |                                   |
| –     |                                | Charles E. Bohlen (1904–1974)      |                     | Độc lập  | –                | 20 tháng 1 năm 1969 | 22 tháng 1 năm 1969  | 2 ngày           | District of Columbia |            | Richard Nixon (1969–1974)         |
| 55    |                                | William P. Rogers (1913–2001)      |                     | Cộng hòa | –                | 22 tháng 1 năm 1969 | 3 tháng 9 năm 1973   | 4 năm, 224 ngày  | Maryland             |            | Richard Nixon (1969–1974)         |
| –     |                                | Kenneth Rush (1910–1994)           |                     | Cộng hòa | –                | 3 tháng 9 năm 1973  | 22 tháng 9 năm 1973  | 19 ngày          | Florida              |            | Richard Nixon (1969–1974)         |
| 56    |                                | Henry Kissinger (1923–2023)        |                     | Cộng hòa | 78–7             | 22 tháng 9 năm 1973 | 20 tháng 1 năm 1977  | 3 năm, 120 ngày  | District of Columbia |            | Richard Nixon (1969–1974)         |
| 56    | Gerald Ford (1974–1977)        | Henry Kissinger (1923–2023)        |                     | Cộng hòa | 78–7             | 22 tháng 9 năm 1973 | 20 tháng 1 năm 1977  | 3 năm, 120 ngày  | District of Columbia |            |                                   |
| –     |                                | Philip Habib (1920–1992)           |                     | Độc lập  | –                | 20 tháng 1 năm 1977 | 23 tháng 1 năm 1977  | 3 ngày           | California           |            | Jimmy Carter (1977–1981)          |
| 57    |                                | Cyrus Vance (1917–2002)            |                     | Dân chủ  | Voice            | 23 tháng 1 năm 1977 | 28 tháng 4 năm 1980  | 3 năm, 96 ngày   | New York             |            | Jimmy Carter (1977–1981)          |
| –     |                                | Warren Christopher (1925–2011)     |                     | Dân chủ  | –                | 28 tháng 4 năm 1980 | 2 tháng 5 năm 1980   | 4 ngày           | California           |            | Jimmy Carter (1977–1981)          |
| –     |                                | David D. Newsom (1918–2008)        |                     | Độc lập  | –                | 2 tháng 5 năm 1980  | 3 tháng 5 năm 1980   | 1 ngày           | California           |            | Jimmy Carter (1977–1981)          |
| –     |                                | Richard N. Cooper (1934–2020)      |                     | Độc lập  | –                | 3 tháng 5 năm 1980  | 3 tháng 5 năm 1980   | 0 ngày           | Connecticut          |            | Jimmy Carter (1977–1981)          |
| –     |                                | David D. Newsom (1918–2008)        |                     | Độc lập  | –                | 3 tháng 5 năm 1980  | 4 tháng 5 năm 1980   | 1 ngày           | California           |            | Jimmy Carter (1977–1981)          |
| –     |                                | Warren Christopher (1925–2011)     |                     | Dân chủ  | –                | 4 tháng 5 năm 1980  | 8 tháng 5 năm 1980   | 4 ngày           | California           |            | Jimmy Carter (1977–1981)          |
| 58    |                                | Edmund Muskie (1914–1996)          |                     | Dân chủ  | 94–2             | 8 tháng 5 năm 1980  | 18 tháng 1 năm 1981  | 255 ngày         | Maine                |            | Jimmy Carter (1977–1981)          |
| –     |                                | David D. Newsom (1918–2008)        |                     | Độc lập  | –                | 18 tháng 1 năm 1981 | 22 tháng 1 năm 1981  | 4 ngày           | California           |            | Jimmy Carter (1977–1981)          |
| 59    |                                | Alexander Haig (1924–2010)         |                     | Cộng hòa | 93–6             | 22 tháng 1 năm 1981 | 5 tháng 7 năm 1982   | 1 năm, 164 ngày  | Connecticut          |            | Ronald Reagan (1981–1989)         |
| –     |                                | Walter J. Stoessel Jr. (1920–1986) |                     | Độc lập  | –                | 5 tháng 7 năm 1982  | 16 tháng 7 năm 1982  | 11 ngày          | California           |            | Ronald Reagan (1981–1989)         |
| 60    |                                | George Shultz (1920–2021)          |                     | Cộng hòa | 97–0             | 16 tháng 7 năm 1982 | 20 tháng 1 năm 1989  | 6 năm, 188 ngày  | California           |            | Ronald Reagan (1981–1989)         |
| –     |                                | Michael Armacost (1937–2025)       |                     | Độc lập  | –                | 20 tháng 1 năm 1989 | 25 tháng 1 năm 1989  | 5 ngày           | Maryland             |            | George H. W. Bush (1989–1993)     |
| 61    |                                | James Baker (b. 1930)              |                     | Cộng hòa | 99–0             | 25 tháng 1 năm 1989 | 23 tháng 8 năm 1992  | 3 năm, 211 ngày  | Texas                |            | George H. W. Bush (1989–1993)     |
| 62    |                                | Lawrence Eagleburger (1930–2011)   |                     | Cộng hòa | –                | 23 tháng 8 năm 1992 | 8 tháng 12 năm 1992  | 150 ngày         | Florida              |            | George H. W. Bush (1989–1993)     |
| 62    | Recess                         | Lawrence Eagleburger (1930–2011)   | December 8, 1992    | Cộng hòa | January 20, 1993 |                     |                      | 150 ngày         | Florida              |            | George H. W. Bush (1989–1993)     |
| –     |                                | Arnold Kanter (1945–2010)          |                     | Độc lập  | –                | 20 tháng 1 năm 1993 | 20 tháng 1 năm 1993  | 0 ngày           | District of Columbia |            | George H. W. Bush (1989–1993)     |
| –     |                                | Frank G. Wisner (1938–2025)        |                     | Độc lập  | –                | 20 tháng 1 năm 1993 | 20 tháng 1 năm 1993  | 0 ngày           | District of Columbia |            | Bill Clinton (1993–2001)          |
| 63    |                                | Warren Christopher (1925–2011)     |                     | Dân chủ  | Voice            | 20 tháng 1 năm 1993 | 17 tháng 1 năm 1997  | 3 năm, 363 ngày  | California           |            | Bill Clinton (1993–2001)          |
| 64    |                                | Madeleine Albright (1937–2022)     |                     | Dân chủ  | 99–0             | 23 tháng 1 năm 1997 | 20 tháng 1 năm 2001  | 3 năm, 363 ngày  | District of Columbia |            | Bill Clinton (1993–2001)          |
| 65    |                                | Colin Powell (1937–2021)           |                     | Cộng hòa | Voice            | 20 tháng 1 năm 2001 | 26 tháng 1 năm 2005  | 4 năm, 6 ngày    | Virginia             |            | George W. Bush (2001–2009)        |
| 66    |                                | Condoleezza Rice (b. 1954)         |                     | Cộng hòa | 85–13            | 26 tháng 1 năm 2005 | 20 tháng 1 năm 2009  | 3 năm, 360 ngày  | California           |            | George W. Bush (2001–2009)        |
| –     |                                | Bill Burns (b. 1956)               |                     | Độc lập  | –                | 20 tháng 1 năm 2009 | 21 tháng 1 năm 2009  | 1 ngày           | District of Columbia |            | Barack Obama (2009–2017)          |
| 67    |                                | Hillary Clinton (b. 1947)          |                     | Dân chủ  | 94–2             | 21 tháng 1 năm 2009 | 1 tháng 2 năm 2013   | 4 năm, 11 ngày   | New York             |            | Barack Obama (2009–2017)          |
| 68    |                                | John Kerry (b. 1943)               |                     | Dân chủ  | 94–3             | 1 tháng 2 năm 2013  | 20 tháng 1 năm 2017  | 3 năm, 354 ngày  | Massachusetts        |            | Barack Obama (2009–2017)          |
| –     |                                | Tom Shannon (b. 1958)              |                     | Cộng hòa | –                | 20 tháng 1 năm 2017 | 1 tháng 2 năm 2017   | 12 ngày          | Minnesota            |            | Donald Trump (2017–2021)          |
| 69    |                                | Rex Tillerson (b. 1952)            |                     | Cộng hòa | 55–43            | 1 tháng 2 năm 2017  | 31 tháng 3 năm 2018  | 1 năm, 58 ngày   | Texas                |            | Donald Trump (2017–2021)          |
| –     |                                | John Sullivan (b. 1959)            |                     | Cộng hòa | –                | 1 tháng 4 năm 2018  | 26 tháng 4 năm 2018  | 25 ngày          | Massachusetts        |            | Donald Trump (2017–2021)          |
| 70    |                                | Mike Pompeo (b. 1963)              |                     | Cộng hòa | 57–42            | 26 tháng 4 năm 2018 | 20 tháng 1 năm 2021  | 2 năm, 269 ngày  | Kansas               |            | Donald Trump (2017–2021)          |
| –     |                                | Daniel Bennett Smith (b. 1956)     |                     | Độc lập  | –                | 20 tháng 1 năm 2021 | 26 tháng 1 năm 2021  | 6 ngày           | Virginia             |            | Joe Biden (2021–2025)             |
| 71    |                                | Antony Blinken (b. 1962)           |                     | Dân chủ  | 78–22            | 26 tháng 1 năm 2021 | 20 tháng 1 năm 2025  | 3 năm, 360 ngày  | New York             |            | Joe Biden (2021–2025)             |
| –     |                                | Lisa D. Kenna (b. 1965)            |                     | Độc lập  | –                | 20 tháng 1 năm 2025 | 21 tháng 1 năm 2025  | 1 ngày           | Vermont              |            | Donald Trump (2025–nay)           |
| 72    |                                | Marco Rubio (b. 1971)              |                     | Cộng hòa | 99–0             | 21 tháng 1 năm 2025 | đương nhiệm          | 195 ngày         | Florida              |            | Donald Trump (2025–nay)           |

## Các cựu bộ trưởng ngoại giao còn sống
Tính đến ngày 1 tháng 8 năm 2025 có 7 cựu bộ trưởng bộ ngoại giao còn sống. Cựu bộ trưởng qua đời gần đây nhất là Henry Kissinger vào ngày 29 tháng 11 năm 2023.
| Tên              | Thời gian tại chức | Ngày sinh         |
| ---------------- | ------------------ | ----------------- |
| James Baker      | 1989–1992          | 28 tháng 4, 1930  |
| Condoleezza Rice | 2005–2009          | 14 tháng 11, 1954 |
| Hillary Clinton  | 2009–2013          | 26 tháng 10, 1947 |
| John Kerry       | 2013–2017          | 11 tháng 12, 1943 |
| Rex Tillerson    | 2017–2018          | 23 tháng 3, 1952  |
| Mike Pompeo      | 2018–2021          | 30 tháng 12, 1963 |
| Antony Blinken   | 2021–2025          | 16 tháng 4, 1962  |